# Crypturellus
Crypturellus é um género de aves da família dos tinamídeos. Habitam áreas florestais tropicais e subtropicais na América Central e América do Sul. No Brasil são encontradas 14 espécies. As aves deste género geralmente são conhecidas pelo nome inhambu, inambu, nambu, ou lambu.

## Espécies
- Crypturellus berlepschi (Rothschild, 1897)
- Crypturellus cinereus (Gmelin, 1789) - Inhambu-preto
- Crypturellus soui (Hermann, 1783) - Sururina ou Inhambu-carioca
- Crypturellus ptaritepui Zimmer e Phelps, 1945 - Inhambu-do-tepui
- Crypturellus obsoletus (Temminck, 1815) - Inhambu-guaçu
- Crypturellus undulatus (Temminck, 1815) - Jaó
- Crypturellus transfasciatus (Sclater e Salvin, 1878)
- Crypturellus strigulosus (Temminck, 1815) - Inhambu-relógio
- Crypturellus duidae Zimmer, 1938 - Inhambu-de-pé-cinza
- Crypturellus erythropus (a) (Pelzeln, 1863) - Inhambu-de-perna-vermelha
- Crypturellus noctivagus (Wied-Neuwied, 1820) - Jaó-do-sul
- Crypturellus atrocapillus (Tschudi, 1844) - Inhambu-de-coroa-preta
- Crypturellus cinnamomeus (Lesson, 1842)
- Crypturellus boucardi (Sclater, 1860)
- Crypturellus kerriae (Chapman, 1915) - Inhambu-de-Chocó
- Crypturellus variegatus (Gmelin, 1789) - Inhambu-anhangá
- Crypturellus brevirostris (Pelzeln, 1863) - Inhambu-carijó
- Crypturellus bartletti (Sclater e Salvin, 1873) - Inhambu-anhangaí
- Crypturellus parvirostris (Wagler, 1827) - Inhambu-chororó
- Crypturellus casiquiare (Chapman, 1929) - Inhambu-listrado
- Crypturellus tataupa (Temminck, 1815) - Inhambu-xintã